# 我們想要生存
《我們想要生存》是一部1956年製作的越南共和國電影。電影由永暖導演。這部電影於1956年左右在越南南方免費放映。

## 劇情
電影介紹了一位越盟軍隊的連長榮的經歷，如同許多其他的知識青年一樣，榮的愛國心被越盟利用了。榮是一名戰士，在抗法戰爭中為了越南的獨立而戰。但不久之後，他再次成為“成功革命”的受害者——榮的父母，還有許多其他無辜受害者在20世紀50年代越南北部的土地改革中被活埋和處決。